# Hapaline locii
Hapaline locii är en kallaväxtart som beskrevs av Van Dzu Nguyen och Thomas Bernard Croat. Hapaline locii ingår i släktet Hapaline och familjen kallaväxter. IUCN kategoriserar arten globalt som akut hotad.
Artens utbredningsområde är Vietnam. Inga underarter finns listade.